# 노스볼트
노스볼트(Northvolt AB)는 스웨덴의 전기자동차 리튬 이온기술 전지 회사이다. 2015년 테슬라의 전 임원 2명이 설립한 이 회사는 2021년 스웨덴 스켈레프테오에 첫 번째 생산 공장을 가동했으며, 유럽과 북미에 5곳의 공장을 더 건설할 계획이라고 발표했다.
2024년 11월 21일 경영난으로 11장 파산 보호를 신청했다.

## 역사
2015년 현 대표이사 Peter Carlsson에 의해 SGF Energy라는 이름으로 설립되었다.  Carlsson과 Paolo Cerruti(현 Northvolt North America 대표이사)는 테슬라에서 공급망 및 운영 계획 부문에 근무했다.
2017년 법인명을 현재의 사명인Northvolt AB으로 변경한 후 자동차 업계에 전기차 배터리를 공급목적을 가지고 창립되었다. 2019년 5월 유럽투자은행이 10억 SEK(약 €350백만) 3.5%의 대출에 제공하였다.
2019년 독일 폭스바겐사와 노스볼트는 독일 에 두 번째 공장을 건설하고 2023~2024년 사이에 생산을 개시를 발표했다. 이 공장은 연간 16GWh의 생산 용량으로 시작해 24GWh로 확대하는 것을 목표로 삼았다. 2020년 5월, 폭스바겐은 독자적으로 공장을 건설하고 약 4억 5천만 유로를 투자하겠다고 발표했으며, 공장 건설에 대규모 자금이 투입되었다. 2020년 7월 16일, Northvolt와 BMW가 2억 달러 규모의 계약을 체결했다고 발표되었다. Northvolt는 2024년부터 BMW에 배터리를 공급할 예정이였으나 BMW와의 거래는 Northvolt가 제때에 납품하지 못해 2024년 6월에 취소되었다.
2024년 11월 21일, 노스볼트는 미국에서 Chapter 11 파산 보호를 신청했다. 해당 회사는 현금이 완전히 바닥났으며 남은 돈은 1주일 더 운영할 수 있는 정도뿐이라고 밝혔다.

## 구조, 파트너십 및 소유구조
2019년에 폭스바겐은 회사에 9억 유로를 투자하여 20%의 지분과 이사회의 의석을 확보했다.

## 위치
본사는 스웨덴 스톡홀름에 있다.

### 연구개발
연구개발 센터 스웨덴의 베스테로스시에 �소재해 있다.

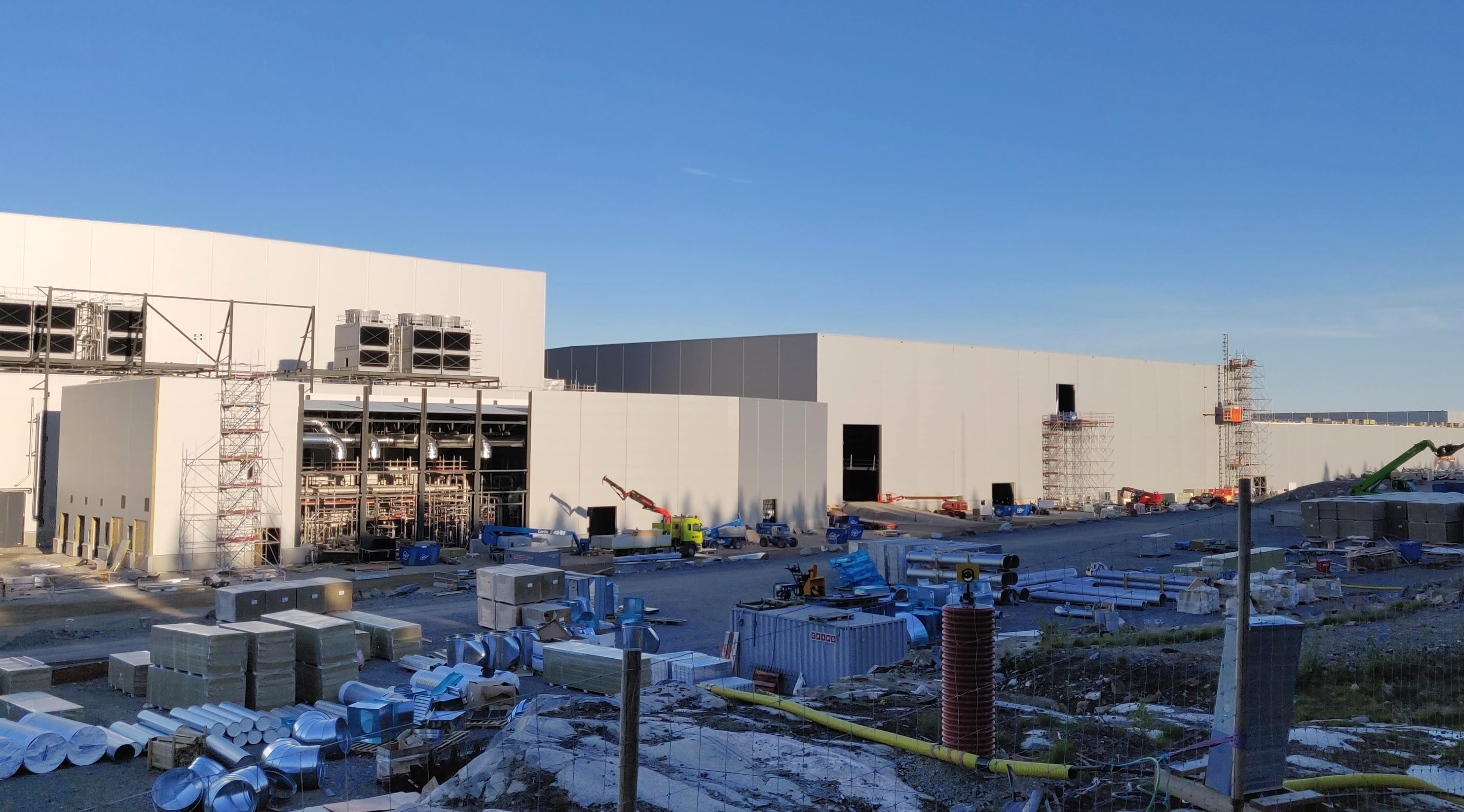
2021년 6월 스켈레프테오에 첫 번째 공장 건설

### 노스볼트 에트
Northvolt Ett(스웨덴어: "하나")는 스웨덴 북부 스켈레프테오에 위치한 기가팩토리로 목표 생산량은 60GWh이다.  완공되면 스웨덴 역사상 가장 큰 공장이 될 것이며, 신규 이민자와 기존 커뮤니티 모두에게 어려움을 안겨줄 가능성이 있다. 인근 Skellefteå Kraft 수력 발전소는 공장에 재생 에너지를 공급한다. 스웨덴과 핀란드의 인근 광산에서는 니켈과 코발트와 같은 필요한 금속 중 일부를 공급할 수 있다.

공장 완공 및 초기 고객 출하가 2022년에 달성되었다. 이 회사는 배터리 출력을 16기가와트시(GWh)로 예상한다.  2024년까지 약 30만 대의 전기 자동차에 충분한 양이다. 완전한 생산 라인과 인력을 갖춘 이 공장은 60GWh를 생산할 것으로 예상한다. </link> 직원이 3,000명인 배터리.
2023년 1~3분기 공장 생산량은 배터리 저장량에 해당하는 79.8MWh였다.
2024년 9월 23일, Northvolt Ett의 확장 중지를 발표하였다.
자회사인 Northvolt Ett Expansion AB가 스톡홀름 지방 법원에 파산 신청을 2024년 10월 8일에 제출했다.

### 노스볼트 Dwa
노스볼트 Dwa(폴란드어로 2를 의미)는 폴란드의 그단스크에 소재해 있으며 2019년부터 운영을 개시하였다. 배터리생산 뿐만 아니라 굴삭기, 광산기기, 에너지 저장 장비, 지게차 솔루션도 역시 개발한다. </link>

### 노스볼트 3
=

### 노스볼트 쿠버그
2021년 항공과 같은 응용 프로그램을 가능하게 하는 리튬 이온 기술의 점진적인 개선을 전문으로 하는 북부 캘리포니아 스타트업인 쿠버그사를 인수했다. 쿠버그는 2015년 스탠포드 대학에서 분사하여 샌리앤드로에 생산 시설을 두고 있다.

## 참고문헌
1. 1 2  “Swedish company gives jolt of energy for electric car battery tech”. 《European Investment Bank》 (영어). 2020년 8월 19일에 확인함.
2. 1 2 3 4  Teknik, TT / Ny. “Klart: Northvolt börjar bygga i augusti”. 《Ny Teknik》 (스웨덴어). 2020년 7월 30일에 확인함.
3. ↑  “Grönt ljus för miljardladdat Northvolt”. 《Sydsvenskan》 (스웨덴어). 2020년 7월 30일에 확인함.
4. ↑  “Northvolt choisit le Québec, Canada, pour sa première usine à l’extérieur de l’Europe”. 《Northvolt》. 2024년 2월 8일에 확인함.
5. ↑  “About”. Northvolt. 2019년 8월 26일에 확인함.
6. ↑  Kreslova, Evgeniia (2019년 3월 1일). “The world's greenest battery”. 《investEU – European Commission》 (영어). 2020년 7월 30일에 확인함.
7. ↑  Brändström, Maria (2020년 7월 1일). “Northvolt tecknar miljardavtal med biljätte”. 《SVT Nyheter》 (스웨덴어). 2020년 7월 30일에 확인함.
8. ↑  “BMW cancels $2 bln battery cells contract with Northvolt”. 《Reuters》 (영어). 2024년 6월 20일.
9. ↑  Duxbury, Charlie (2019년 8월 29일). “Battery venture could transform sub-Arctic Sweden”. 2023년 4월 27일에 확인함.
10. ↑  Hanley, Steve (2019년 6월 15일). “Volkswagen Will Invest €900 Million In Northvolt”. 《CleanTechnica》. 2023년 9월 20일에 확인함.
11. ↑  TT (2020년 7월 2일). “Miljardlån till Northvolt”. 《SVT Nyheter》 (스웨덴어). 2020년 7월 30일에 확인함.
12. ↑  “Sweden’s Northvolt raises $2.75bn to boost battery output”. 《Financial Times》. 2024년 2월 8일에 확인함.
13. ↑  Orange, Richard (2020년 12월 26일). “Battery gigafactory energises the frozen north”. 《The Telegraph》 (영국 영어). ISSN 0307-1235. 2021년 12월 30일에 확인함.
14. 1 2  “Northvolt opens Europe's first homegrown battery gigafactory” (미국 영어). Yahoo! News. 2021년 12월 30일에 확인함.
15. ↑  DUXBURY, CHARLIE (2019년 8월 29일). “Battery venture could transform sub-Arctic Sweden ”. 2023년 6월 13일에 확인함.
16. ↑  “Europe's first homegrown gigafactory delivers”. 《Northvolt》. 2022년 6월 29일. 2023년 10월 31일에 확인함.
17. ↑  Mukherjee, Supantha; Soderpalm, Helena (2021년 12월 29일). “Northvolt battery plant sparks into life, a first for Europe”. 《Reuters》 (영어). 2021년 12월 30일에 확인함.
18. ↑  Rex, Martin; Höiseth, Patrik (2023년 12월 19일). “Di avslöjar: Northvolts hemliga skräcksiffror” [Di reveals: Northvolt's secret horrific numbers]. 《Dagens industri》 (스웨덴어). 2024년 8월 6일에 확인함.
19. ↑  “Northvolt outlines revised scope of operations in Sweden”. 《northvolt.com》 (영어). 2024년 9월 23일. 2024년 9월 23일에 확인함.
20. ↑  “Subsidiary company managing Northvolt's Ett expansion project files for bankruptcy”. 《northvolt.com》 (영어). 2024년 10월 8일. 2024년 11월 3일에 확인함.
21. ↑  “Norrthvolt subsidiary Cuberg achieves 672 cycles with lithium metal cells”. 《Electrive》. 2022년 7월 25일. 2023년 10월 31일에 확인함.
22. ↑  “Swedish battery maker Northvolt buys U.S. startup Cuberg”. 《Reuters》. 2021년 3월 10일. 2023년 10월 10일에 확인함.